# سوراخ آئورتی
سوراخ آئورتی یا دهانه آئورت (به انگلیسی: Aortic orifice) یک دهانه دایره‌ای شکل ، در جلو و در سمت راست سوراخ دهلیزی‌بطنی چپ است که از راه آن به وسیله دریچه میترال جدا می‌شود‌
این سوراخ توسط دریچه آئورت محافظت می‌شود.
بخشی از بطن بلافاصله در زیر دهانه آئورت هشتی یا دهلیز آئورت نامیده می‌شود و در آن فیبر به جای دیواره‌های ماهیچه‌ای وجود دارد.